# Biopsie

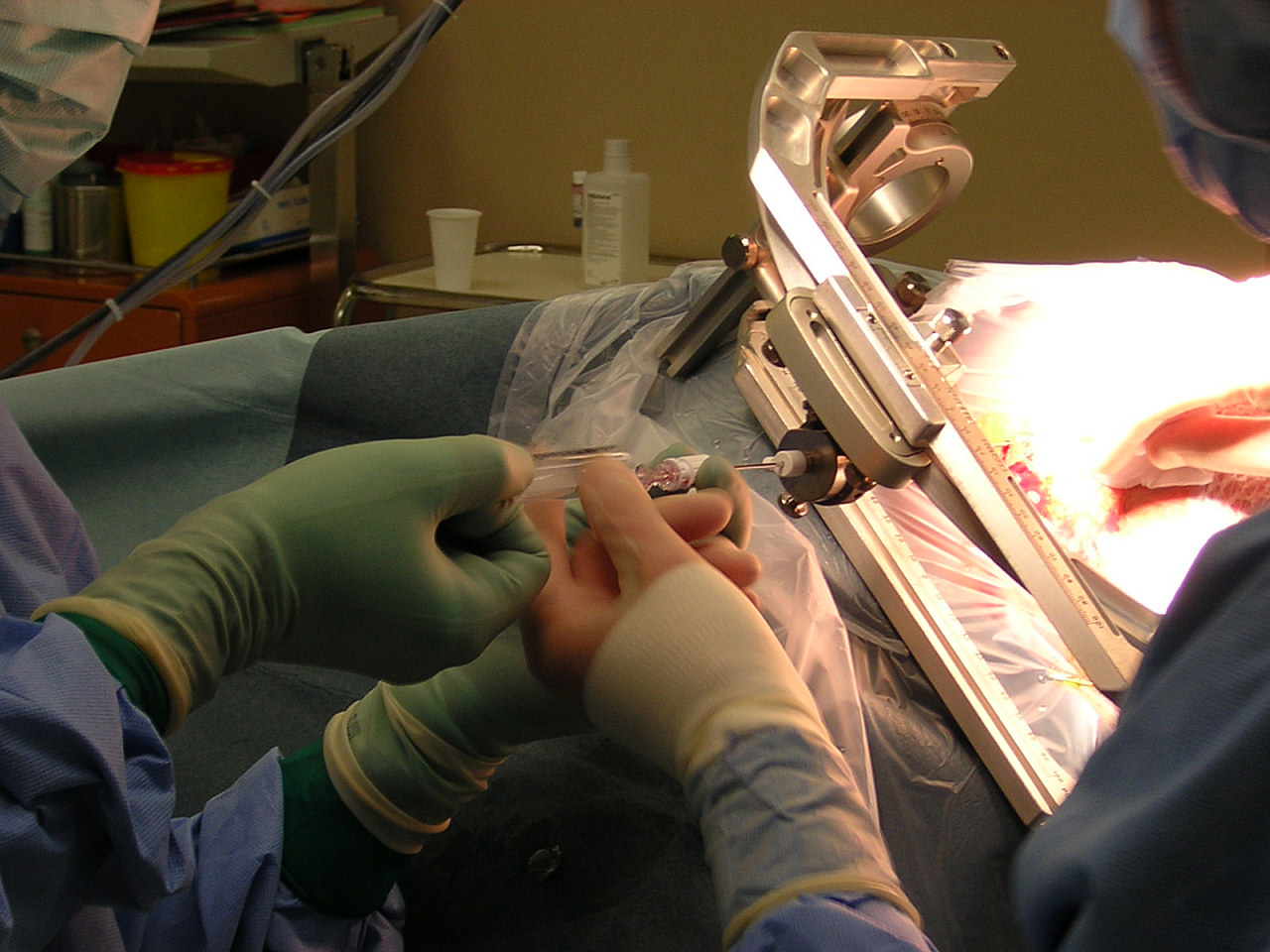
Hirnbiopsie mit Hilfe der Stereotaxie

Biopsie (griechisch βιοψία biopsía von griechisch βίος bíos „Leben“ und ὄψις ópsis „Sehen“) ist ein chirurgischer Eingriff zur Entnahme und Untersuchung einer kleinen Menge von Gewebe aus einem lebenden Organismus. Das durch die Gewebsentnahme gewonnene Material wird vom Pathologen unter dem Mikroskop untersucht. Darüber hinaus gehören auch chemische Analysen zu den Untersuchungsmethoden.
Die Erkenntnisse aus einer Biopsie lassen Aussagen zu krankhaften Änderungen des feingeweblichen Aufbaus (Histopathologie) des untersuchten Gewebes zu. Insbesondere die Fragestellung, ob es sich bei Tumoren um bösartige oder gutartige handelt, kann oft durch eine Biopsie geklärt werden.

## Formen

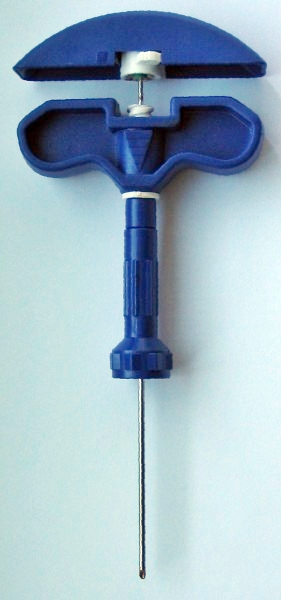
Biopsienadel für Knochenmarksentnahme

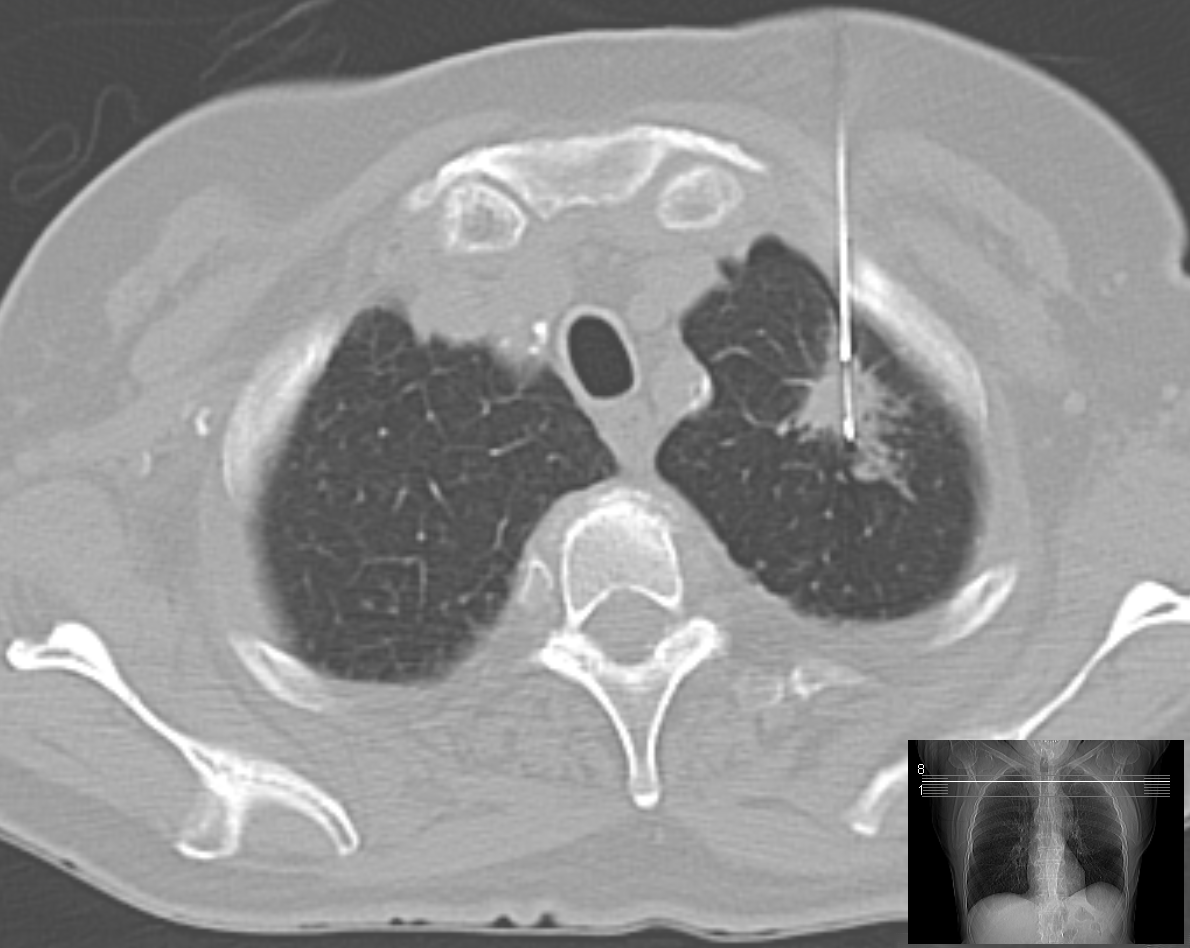
Lungenbiopsie unter computertomographischer Kontrolle

Es gibt verschiedene Formen der Gewebe- oder Probenentnahme. Meist werden Biopsien mit Spezialkanülen durchgeführt. Je nach dem verwendeten Instrument spricht man von:
- Feinnadelbiopsie (engl. fine needle aspiration)
- Inzisionsbiopsie (Ein Teil des Tumors wird z. B. unter Narkose entnommen)
- Kürettage
- Nadelbiopsie (engl. needle biopsy)
- Stanzbiopsie (engl. punch biopsy)
- Vakuumbiopsie (engl. vacuum-assisted core biopsy oder core needle biopsy)
- Zangenbiopsie mit Hilfe einer Biopsiezange

Auch die Wortkombination aus „Biopsie“ und dem zu untersuchenden Organ ist üblich (beispielsweise Leberbiopsie, Muskelbiopsie, Lungenbiopsie, Nervenbiopsie, Nierenbiopsie, Hirnbiopsie).
Meist wird zunächst ein kleiner Hautschnitt gemacht, vor allem bei weitlumigen Biopsienadeln. Biopsien können, je nach Organ, ohne Sichtkontrolle („blind“) oder in Kombination mit bildgebenden Verfahren durchgeführt werden.
Man spricht von einer Inzisionsbiopsie (engl. incisional biopsy), wenn lediglich ein kleiner Teil des genauer zu untersuchenden Gewebes – z. B. eines Tumors – entfernt wird, und von einer Exzisionsbiopsie (engl. excisional biopsy), wenn der komplette Herd bei der Probenentnahme entfernt wird. Die Exzisionsbiopsie erfolgt meist auf chirurgischem Wege, d. h. über einen Hautschnitt. Diese sollte nur bei kleinen Läsionen erfolgen. Generell besteht bei jeder Biopsie das Risiko einer Tumorzellverschleppung, aber bei den meisten Tumoren gilt „Ohne Diagnose keine Therapie“. Die sofortige Entfernung der – möglicherweise – bösartigen Veränderung des Gewebes im Sinne der Exzisionsbiopsie, wie sie einleuchtend wäre, ist oft nicht möglich, da nicht klar ist, wie groß die zu beachtenden Sicherheitsabstände sind. Viele Tumoren benötigen auch vor einer definitiven Entfernung eine Vorbehandlung (neoadjuvante Therapie). Generell ist aber bei den offenen Biopsien (Inzisionsbiopsie) die Entfernung des Zugangsweges bei der späteren Operation notwendig, um keine Tumorzellen zurückzulassen. Deshalb sollte insbesondere eine Biopsie, die unter dem Verdacht eines Sarkoms durchgeführt wird, schon dort erfolgen, wo später die endgültige Behandlung geplant ist.

## Liquid Biopsy
Bei der Liquid Biopsy (deutsch flüssige Biopsie) erfolgen die Probeentnahme und die Analyse nicht von festem biologischen Gewebe, sondern von Körperflüssigkeiten, hauptsächlich von Blut. Da an diesen Proben keine morphologische Beurteilung durchgeführt wird, ist die Bezeichnung „Biopsie“ irreführend. Ein Vorteil besteht darin, dass die Probennahme, im Vergleich zu Gewebebiopsien, oft weitgehend nichtinvasiv erfolgt. Wie die herkömmliche Biopsie wird diese Untersuchungsart hauptsächlich zur Diagnose und Überwachung von Krankheiten wie Krebs eingesetzt. Es wird jedoch nicht der feingewebliche Aufbau beurteilt, sondern es werden labormedizinische und genetische Untersuchungsverfahren eingesetzt. Insbesondere genetische Verfahren wurden durch Fortschritte bei der DNA-Sequenzierung des menschlichen Genoms ermöglicht, wodurch genetische Mutationen von Krebs erkannt werden können.

## Komplikationen
Als Folge einer Biopsie kann eine Blutung oder ein Bluterguss auftreten. Möglich ist auch eine Wundinfektion oder eine Verletzung des benachbarten Gewebes.

## Quelle
- Biopsie bei Weichteil- und Knochentumoren